# دجين بن عريعر آل حميد
دجين بن عريعر آل حميد هو الأميرُ التاسع للإمارة الخالدية، حكم مدةً قصيرة حيثُ مات مسمومًا ويُعتقد أن أخاه سعدون هو الذي سمَّه.

### فهرس المراجع
1. ↑  محمد يوسف الخالدي (2010)، قبيلة بني خالد في الجزيرة العربية: دراسة تاريخية عن ذرية خالد بن الوليد المخزومي (ط. 1)، بيروت: الدار العربية للموسوعات، ص. 227، LCCN:2010322892، OCLC:525242376، OL:25075738M، QID:Q116257101
2. ↑  الخالدي (2010)، ص. 135.

### بيانات المراجع
الكُتُب مُرتَّبة حَسب تاريخ النَّشر
- محمد يوسف الخالدي (2010)، قبيلة بني خالد في الجزيرة العربية: دراسة تاريخية عن ذرية خالد بن الوليد المخزومي (ط. 1)، بيروت: الدار العربية للموسوعات، LCCN:2010322892، OCLC:525242376، OL:25075738M، QID:Q116257101

| دجين بن عريعر آل حميد |                                 |                     |
| سبقه بطين بن عريعر    | أُمراء دولة بني خالد الأولى 1774 | تبعه سعدون بن عريعر |